# Москвабад
Москваба́д — уничижительный топоним, связанный с этнофолизмом, подразумевающий, что в городе Москве проживает большое количество выходцев из Средней Азии. Образован путём соединения «Москва» и части «абад», использующейся в названии таких азиатских городов, как Ашхабад, Исламабад и других.

## Описание
Словообразовательный производный топоним «Москвабад» является культурным гибридом и противоестественным явлением. Жаргонное слово получило название в честь российских городов и городов стран Средней Азии, из которых прибывают иммигранты. Топоним «Москвабад» имеет неодобрительный оттенок, выражающий негативную, уничижительную оценку восточного изображения Москвы.
Использование слова «Москвабад», как отмечают доценты СПбГУ В. В. Васильева и Н. А. Прокофьева, в большей степени выражает обвинение в адрес властей в дозволенности такой ситуации в городе, чем в негативном отношении к засилью иммигрантов.
В СМИ термин используется для описания проблемы миграции в Москве.